# 하안북중학교
하안북중학교(下安北中學校)는 대한민국 경기도 광명시 하안동에 있는 공립 중학교이다.

## 학교 연혁
- 1975년 12월 6일 : 광명여자중학교 인가(12학급)
- 1976년 3월 1일 : 초대 김두한 교장 취임
- 1976년 3월 3일 : 광명여자중학교 개교
- 1976년 6월 1일 : 개교 기념일(개교식 거행)
- 1989년 1월 26일 : 하안여자중학교 설립 인가(5학급)
- 1989년 3월 1일 : 6학급 편성(2·3학년), 1학년 미배치, 초대 임규완 교장 취임
- 1989년 3월 4일 : 1989학년도 하안여중 개교식 거행
- 1990년 2월 28일 : 하안여자중학교 폐지 인가
- 1990년 3월 1일 : 광명여중을 현 교사인 하안여중 위치로 이전하여 하안여중과 통폐합
- 1990년 3월 2일 : 하안여중 폐지, 제7대 임규완 교장 취임, 광명여자중학교 16학급 인가
- 2003년 3월 1일 : 하안북중학교 교명 변경(남녀공학)
- 2012년 3월 1일 : 34학급 편성
- 2018년 9월 1일 : 제16대 김은희 교장 취임
- 2024년 1월 5일 : 제46회 졸업(330명) (졸업생 총수 17,913명)
- 2024년 3월 4일 : 2024학년도 신입생 11학급 333명 입학

## 참고 자료
- 하안북중학교 - 한국교육학술정보원 학교알리미